# Eupithecia argillacearia
Eupithecia argillacearia är en fjärilsart som beskrevs av Herrich-Schäffer 1848. Eupithecia argillacearia ingår i släktet Eupithecia och familjen mätare. Inga underarter finns listade i Catalogue of Life.